# Grand View-on-Hudson
Grand View-on-Hudson – wieś w Stanach Zjednoczonych, w stanie Nowy Jork, w hrabstwie Rockland.